# Lappanella fasciata
Il tordo canino (Lappanella fasciata) è un pesce di mare appartenente alla famiglia Labridae.

## Distribuzione e habitat
Questa specie è diffusa nel mar Mediterraneo (soprattutto nel bacino occidentale) ed in una piccola parte dell'Oceano Atlantico sulle coste marocchine e dell'isola di Madera.
Il suo habitat è molto più profondo degli altri labridi più comuni, si ritrova infatti tra i 50 ed i 200 m, occasionalmente in acque più basse (mai meno di 30 m) sulle cadute verticali. È tipico dei fondi coralligeni dove si trova in genere in associazione con la gorgonia rossa e le altre gorgonie.

## Descrizione
Il corpo è simile a quello dei comuni tordi ma molto più allungato, gli occhi sono grandi ed il muso è molto appuntito. Le labbra sono spesse ed è presente un grosso dente caniniforme per parte sulla mascella superiore.
La livrea è caratteristica dato che è beige-arancio spesso con tonalità che danno sul rosato sul dorso con il ventre bianco nella parte anteriore, mentre nella parte posteriore ci sono una serie di macchie bianche rettangolari separate da barre dello stesso colore del dorso. Una fascia rossiccia di colore più scuro di quello del dorso parte dalla bocca, attraversa l'occhio e raggiunge la coda, separando le due colorazioni. C'è sempre una macchia scura a metà circa della pinna dorsale, un'altra sul peduncolo caudale ed una terza al centro della pinna caudale.
Non supera i 15 cm di lunghezza.

## Biologia

### Riproduzione
Avviene in primavera.

### Alimentazione
Si nutre prevalentemente di invertebrati come policheti, granchi e gasteropodi.